# Bahnhof Forchheim (b Karlsruhe)
Der Bahnhof Forchheim (b Karlsruhe) ist ein Bahnhof der DB InfraGo südöstlich von Forchheim in der Stadt Rheinstetten in Baden-Württemberg. Der Bahnhof befindet sich an Streckenkilometer 67,8 der Bahnstrecke Mannheim–Rastatt und wird von zwei Linien der Stadtbahn Karlsruhe bedient.

## Geschichte
Der Bahnhof wurde aufgrund des nahe gelegenen Exerzierplatzes der Karlsruher Garnison, der nach Manövern regelmäßig von Kaiser Wilhelm II. besucht wurde, errichtet und 1903 von den Großherzoglich Badischen Staatseisenbahnen eröffnet. Er wurde auch zur Unterscheidung vom gleichnamigen Bahnhof der Karlsruher Lokalbahn auch als Staatsbahnhof bezeichnet. Zur Unterscheidung vom Bahnhof Forchheim (Oberfr) erhielt der Bahnhof den Zusatz bei Karlsruhe.
1905 wurde im Bahnhof ein mechanische Stellwerk der Bauart Bruchsal I in Betrieb genommen, das am 27. September 2018 durch das ESTW-A Bashaide abgelöst wurde.

## Anlagen
Die beiden Außenbahnsteige sind 36 Zentimeter hoch, der Bahnsteig 1 ist 155 Meter lang, Bahnsteig 2 250 Meter lang. Am südlichen Bahnhofskopf befindet sich ein Gleisanschluss, der zum Kieswerk der Heidelberg Materials führt. Dieser wird aktuell allerdings nicht benutzt.
Im Rahmen des dreigleisigen Ausbaus zwischen Karlsruhe und der Abzweigstelle Bashaide soll der Bahnhof barrierefrei umgebaut werden. Die Bauarbeiten für das zusätzliche dritte Gleis sollen im Jahr 2034 beginnen und bis 2038 abgeschlossen sein. Ein möglicher viergleisiger Ausbau wird derzeit noch geprüft.
Nach Ausbau der Bahnstrecke ist auch eine S-Bahn-Neubaustrecke vom Bahnhof zur Messe Karlsruhe mit Weiterführung über Grünwinkel in die Karlsruher Innenstadt geplant. Die Umsetzung beider Teilprojekte hängt von der zukünftigen Streckenkapazität am Bahnhof und von weiteren Planungs- und Machbarkeitsstudien ab.

## Verkehr

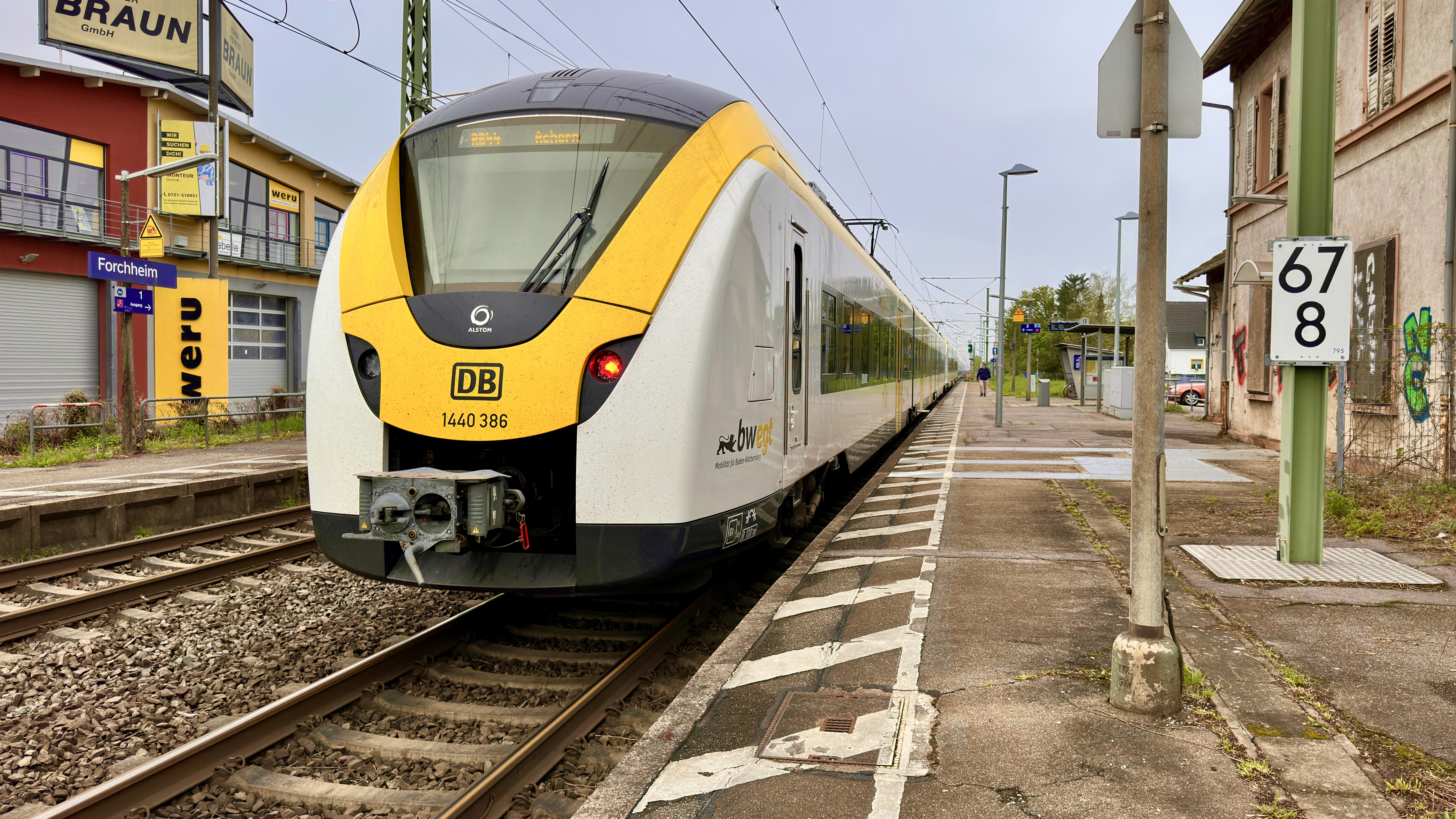
Anstelle der S-Bahnen hielt während eines Ersatzverkehrs die RB44 mit DB 1440 in Doppeltraktion in Forchheim

1994 wurde Forchheim in das Netz der Stadtbahn Karlsruhe integriert. Hierzu wurde die damalige Stadtbahnlinie S7, die zunächst nur zwischen Karlsruhe Hauptbahnhof und Baden-Baden verkehrte, eingeführt. Nachdem 1996 die Rampe am Albtalbahnhof fertig gestellt worden war, wurde die Stadtbahnlinie S7 mit der Stadtbahnlinie S4 zusammengelegt und verkehrte seitdem als Linie S4.
Seit 2002 verkehrt zusätzlich die Stadtbahnlinie S41 von der Karlsruher Innenstadt nach Herrenberg. Zum Fahrplanwechsel im Dezember 2016 wurde die Linie S4 zur S7 und die Linie S41 zur S8 umnummeriert.
Der Bahnhof ist eine Station der Stadtbahnlinien S7 (Achern – Rastatt – Karlsruhe Hbf) und S8 (Herrenberg – Freudenstadt – Forbach – Rastatt – Karlsruhe), die jeweils maximal zweimal stündlich verkehren. Die Fahrtzeit von Karlsruhe Hauptbahnhof nach Forchheim beträgt 9 Minuten.
| Linie | Linienverlauf |
| ----- | --- |
| S 7   | Achern – Bühl (Baden) – Baden-Baden – Rastatt – Durmersheim – Albtalbahnhof – Karlsruhe Hbf – Rüppurrer Tor – Kronenplatz – Durlacher Tor – Tullastraße / VBK                                                                     |
| S 8   | (Herrenberg – Bondorf – Eutingen im Gäu – Hochdorf (b Horb)) – Freudenstadt Hbf – Forbach (Schwarzwald) – Rastatt – Durmersheim – Albtalbahnhof – Karlsruhe Hbf – Rüppurrer Tor – Kronenplatz – Durlacher Tor – Tullastraße / VBK |

Die Buslinie 106, deren Haltestelle Akazienweg sich in etwa 300 m Entfernung zum Bahnhof befindet, erschließt das gesamte Stadtgebiet von Rheinstetten.